# Tai mèo
Tai mèo hay còn gọi miêu nhĩ (danh pháp khoa học: Hypochoeris radicata) là một loài thực vật có hoa trong họ Cúc. Loài này được L. mô tả khoa học đầu tiên năm 1753.